# Nicolas Kanabos
Nicolas Kanabos (en grec byzantin : Νικολαος Καναβος, en latin : Nicolaus Kanabus), mort le 8 février 1204, est un empereur byzantin éphémère pendant trois jours en janvier 1204. Très peu de choses sont connues à son propos, à part qu'il appartient probablement à l'armée byzantine. Nommé empereur alors que l'Empire est en grand péril, menacé par la quatrième croisade et dans un contexte de défiance à l'égard des deux souverains régnants, Alexis IV Ange et Isaac II Ange, il ne se maintient que quelques jours au pouvoir avant d'être écarté par Alexis Doukas qui, après l'avoir épargné, le fait exécuter dans les premiers jours du mois de février 1204.

## Biographie

### Contexte et sources

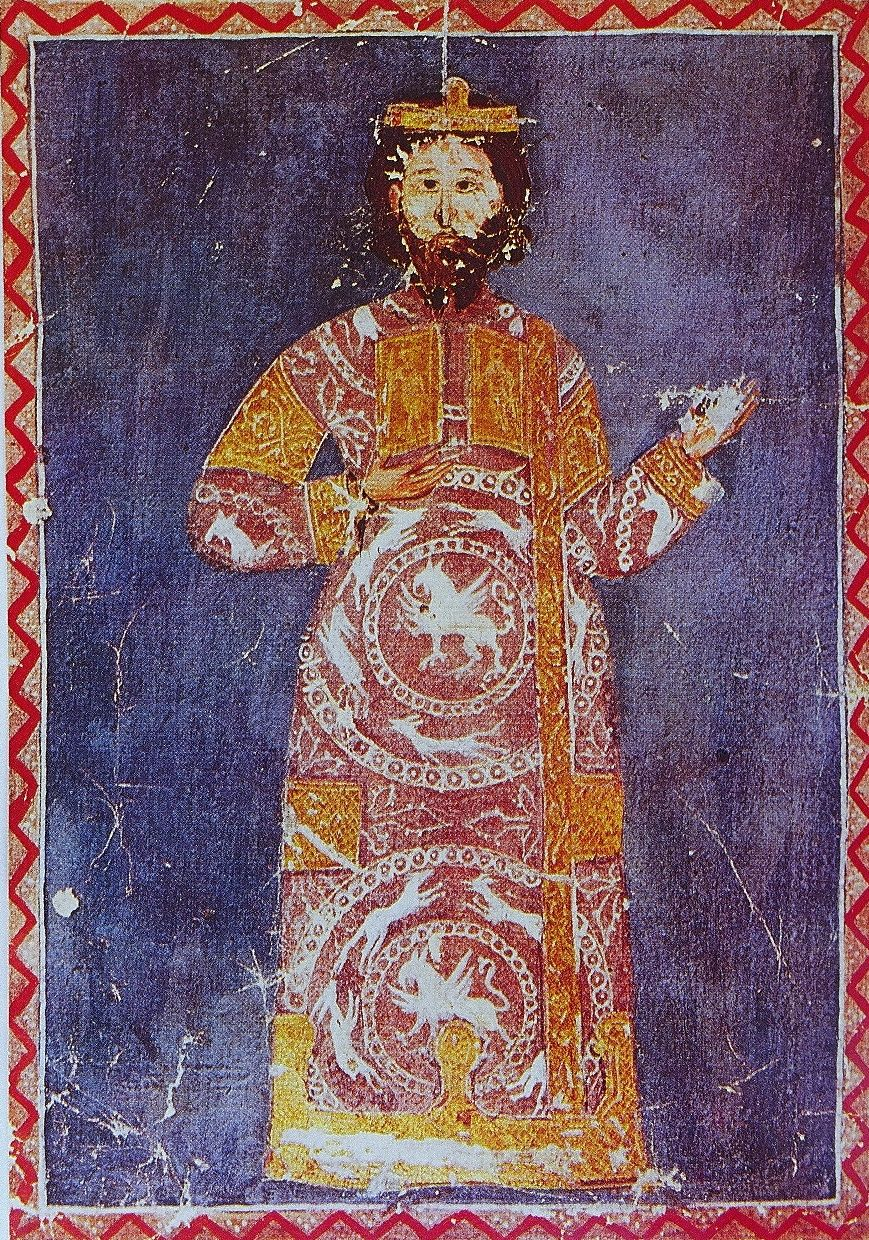
Miniature représentant Alexis V dans le Chronike diegesis de Nicétas Choniatès, manuscrit probablement composé au XIV et conservé à la Bibliothèque nationale autrichienne. L'authenticité de ce portrait reste sujette à caution.

En janvier 1204, l'Empire byzantin connaît une grave crise. Les deux empereurs au pouvoir, Alexis IV Ange et Isaac II Ange ont été établis sur le trône lors de la quatrième croisade qui a assiégé Constantinople à l'été 1203 et contraint l'empereur en place, Alexis III Ange, à l'exil. Depuis, les Croisés restent dans les environs de la cité byzantine et les deux souverains, suspectés de collusion avec les forces latines, sont profondément impopulaires dans une capitale qui a multiplié les signes d'hostilité aux Croisés. En outre, les deux empereurs ont accepté de revenir sur le schisme de 1054, ce que refuse l'Eglise orthodoxe.
Deux sources principales peuvent être mobilisées pour saisir le contexte de la brève apparition de Nicolas Kanabos dans l'histoire byzantine. D'abord, le récit plus global de Nicétas Choniatès, contemporain des événements en tant que président du Sénat byzantin en janvier 1204, qui livre une Histoire détaillée des événements qui mènent à la quatrième croisade. La description plutôt méliorative qu'il fait de Kanabos indique qu'il en est plutôt un partisan, eu égard au fait que Choniatès est un adversaire d'Alexis V, qui renverse Kanabos. Ensuite, un récit russe, la chronique de Novgorod, qui s'attarde sur la prise de Constantinople par les Croisés et qui a été rédigé par un témoin oculaire. Enfin, des sources latines apportent des informations complémentaires ou en confirment d'autres, à l'image du récit de la prise de Constantinople par Guillaume de Villehardouin ou encore celui d'Aubry de Trois-Fontaines.

### Un règne bref
Bientôt, le 25 janvier 1204, les principaux corps constitués de Constantinople, tant le peuple, l'armée que le Sénat byzantin, se réunissent dans la basilique Sainte-Sophie et élisent un nouvel empereur. les deux souverains vivants apparaissent de plus en plus isolés et confinés dans le palais des Blachernes, à la recherche de soutiens notamment celui des chefs croisés. Il est difficile de suivre précisément le processus de sélection du nouvel empereur car les prétendants ne se pressent pas étant donné le péril de la situation la pression de la foule, qui refuse de se disperser. Un certain Radènos, membre d'une vieille famille de l'aristocratie byzantine, aurait été le premier désigné. Peut-être prénommé Constantin et éparque (gouverneur) de la ville, il décline l'offre. Le deuxième homme est Nicolas Kanabos, dont les fonctions demeurent mystérieuses, si ce n'est qu'il appartient à l'armée et qu'il a la dignité de sébaste. Même son origine familiale est complètement inconnue puisqu'aucun parent ne lui est connu avec certitude. Un Konabès ou Kinabès est mentionné dans un acte de mariage du XIe siècle, de même qu'un certain Michel Kanakès, cité dans un acte de Smyrne en 1133. Quant au chroniqueur latin Ernoul, il mentionne une parenté avec les Anges, ce qui expliquerait potentiellement sa dignité de sébaste. Le personnage est donc profondément mystérieux. Nicétas Choniatès le dit de nature aimable, intelligent et aux qualités martiales avérées, tandis que la chronique de Novgorod le qualifie de guerrier. Dans le contexte militaire particulièrement tendu d'alors, ces qualités pouvaient justifier ce choix. Il n'aurait guère été enthousiasmé par sa nomination mais aurait immédiatement été couronné avec sa femme, dont l'identité est inconnue. Seule la chronique russe de la chute de Constantinople la mentionne. En revanche, il semble peu probable que le patriarche ait procédé lui-même à cette cérémonie.

### La chute
Cependant, l'aristocratie se tourne vers un autre candidat : Alexis V Doukas Murzuphle. D'abord proche conseiller d'Alexis IV, il se distingue par son rôle de héros de la résistance aux Latins, ce qui lui assure une grande popularité ; il finit par trahir les deux empereurs quand ceux-ci demandent l'intervention des Croisés. 
Kanabos, complètement dépassé par les événements, ne peut rien pour s'opposer à Alexis V, qui jouit en outre du soutien de l'armée et du prestigieux corps de la garde varangienne. Trois jours après sa intronisation, le 28 janvier, il est déchu de son éphémère fonction impériale. Son sort ultérieur n'est pas connu avec précision. Il est d'abord épargné mais peut-être jeté en prison ou bien maintenu en résidence surveillée avec des promesses de promotions en échange de sa coopération. Seulement, le 8 février, certainement désireux de renforcer son office, Alexis V le mande auprès de lui. Refusant, Kanabos est contraint de sortir de l'église dans laquelle il s'est réfugié et étranglé sur les marches de marbre de Sainte-Sophie.[réf. souhaitée]. Quelques semaines plus tard, le 12 avril 1204, Alexis V est contraint de fuir face à l'assaut des Croisés qui mettent à sac Constantinople et instaurent le nouvel Empire latin de Constantinople.